# Peter Beyer (Historiker)
Peter Beyer (* 29. Januar 1938 in Netzschkau; † 24. August 2024) war ein deutscher Historiker und Archivar.

## Leben
Peter Beyer wuchs gemeinsam mit vier Geschwistern in Netzschkau im sächsischen Vogtland auf. Sein Vater fiel im Zweiten Weltkrieg. In Reichenbach legte er das Abitur ab. 1956 ging er an die Karl-Marx-Universität Leipzig, wo er Geschichte, Germanistik und Historische Hilfswissenschaften studierte. Zu seinen Lehrern zählten Heinrich Sproemberg, Walter Markov, Hellmut Kretzschmar und Karl Czok. Letzterer betreute die Diplomarbeit und später die Dissertation von Peter Beyer.
Bereits frühzeitig interessierte sich Peter Beyer für vogtländische Heimatgeschichte und Denkmalpflege. Er lernte dabei auch die Quellenarbeit in den Archiven kennen und fand so 1961 nach dem Direktstudium eine Anstellung im Stadtarchiv Leipzig. Um einen entsprechenden Abschluss als Diplom-Archivar zu erwerben, studierte er 1964/65 im Fernstudium Archivwissenschaft an der Humboldt-Universität zu Berlin. Von 1969 bis 1970 war er Direktor des Stadtarchivs Leipzig. Er trat weder in die SED noch in eine der Blockparteien ein und hatte aufgrund dessen keine Perspektive in der Stadtverwaltung Leipzig; er verlor letztendlich auch seinen Posten als stellvertretender Archivdirektor. 1977 kündigte er und ging nach Berlin an das Institut für Wirtschaftsgeschichte der Akademie der Wissenschaften der DDR. Dort arbeitete er u. a. an der Herausgabe des ersten Bandes des Standardwerkes zur Geschichte der Produktivkräfte in Deutschland mit.
1985 ging er nach Mylau, wo er das Kreismuseum auf der Burg Mylau übernahm und mehrere regionalgeschichtliche Publikationen vorlegte. Im Alter von 60 Jahren trat er in den Vorruhestand. Er blieb weiterhin publizistisch aktiv, wobei im Mittelpunkt seiner Forschungen vor allem die Geschichte der Göltzsch- und Elstertalbrücke standen.

## Schriften (Auswahl)
- Vom Werden der Göltzschtal- und der Elstertalbrücke, Mylau 1963 (= Veröffentlichungen des Heimatmuseums Burg Mylau; 2)
- Der Bestand der Kommunalgarde Leipzig (1830–1870) im Stadtarchiv. Findbucheinleitung. In: Arbeitsberichte zur Geschichte der Stadt Leipzig, Leipzig,  Bd. 13 (1967), S. 18–28
- 150 Jahre Göltzschtal- und Elstertalbrücke im sächsischen Vogtland. 1851–2001, Plauen 2001
- Zeitzeugen. Kindheitserlebnisse um 1945, Reichenbach im Vogtland 2006 (= Schriften des Neuberin-Museums; 14)
- (mit Jürgen Stritzke): Die Göltzschtalbrücke, Berlin 2009 (= Historische Wahrzeichen der Ingenieurbaukunst in Deutschland; 2)
- (mit Volker Jacobi): 60 Jahre Göltzschtalbrücke und Elstertalbrücke. 1851–2011. 160 Jahre Eisenbahnverbindung Sachsen-Bayern, Reichenbach 2011
- Netzschkaus Weg zur Stadt. 1491 – 1687 – 1914, eine kleine Ortsgeschichte, Fraureuth/OT Römersgrün 2012